# Isopterygium sarasinii
Isopterygium sarasinii là một loài Rêu trong họ Hypnaceae. Loài này được Thér. mô tả khoa học đầu tiên năm 1914.